# Bandera d'Alagoas
La bandera d'Alagoas és un dels símbols oficials, juntament amb l'escut, de l'estat d'Alagoas. Fou creada per la llei estatal a núm. 2.628 del 23 de setembre de 1963 en la qual s'estableix el disseny de la bandera i la de l'escut de l'estat.

## Descripció
La llei estipula el disseny amb les següents característiques: Bandera rectangular, dividida en tres, en vermell, blanc i blau. Al centre, l'escut de l'Estat, sense el lema. La proporció és 7:10.
L'escut de l'Estat, creat pel Decret núm. 53 de 25 de maig de 1894 i restaurada pel Decret núm. 373 de 15 de novembre de 1946, té les següents característiques:
Escut portuguès, antic, en posició natural, trencat en plata. A la dreta amb un barranc de roques (vermell), sortit d'un mar ondulat i avançant des de la punta que suporta una torre de gules que és del municipi de Penedo. A l'esquerra, amb tres pujols de gules seguits, el del centre més alt, sortint damunt de vuit bandes ondulades de blau i plata, alternant, que és del municipi de Pôrto Calvo. En el cap, faixa onada en atzur, tres mulets d'argent, col·locats a la contraestreta, que és del municipi d'Alagoas. Per al suport, a la dreta, una tija de canya de sucre i, a la dreta, una branca de cotó, encaputxada i florida, tots dos del seu color. A sobre, un estel de plata, amb cinc puntes, a manera de timbre. A sota, orla d'or amb el lema: "Ad Bonum et Prosperitatem" (El benestar i la prosperitat).

## Banderes històriques

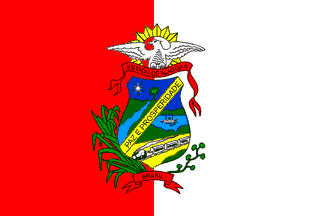
Antiga bandera de l'estado d'Alagoas (1894-1963)